# SS Sapona
El SS Sapona fue un carguero con casco de hormigón que encalló cerca de Bimini durante un huracán en 1926. Los restos del barco son fácilmente visibles sobre el agua y son un punto de referencia para los navegantes y un sitio de buceo popular. También es un buen lugar para ver peces tropicales que se sienten atraídos por él como ya que existe como un arrecife artificial.

## Hundimiento

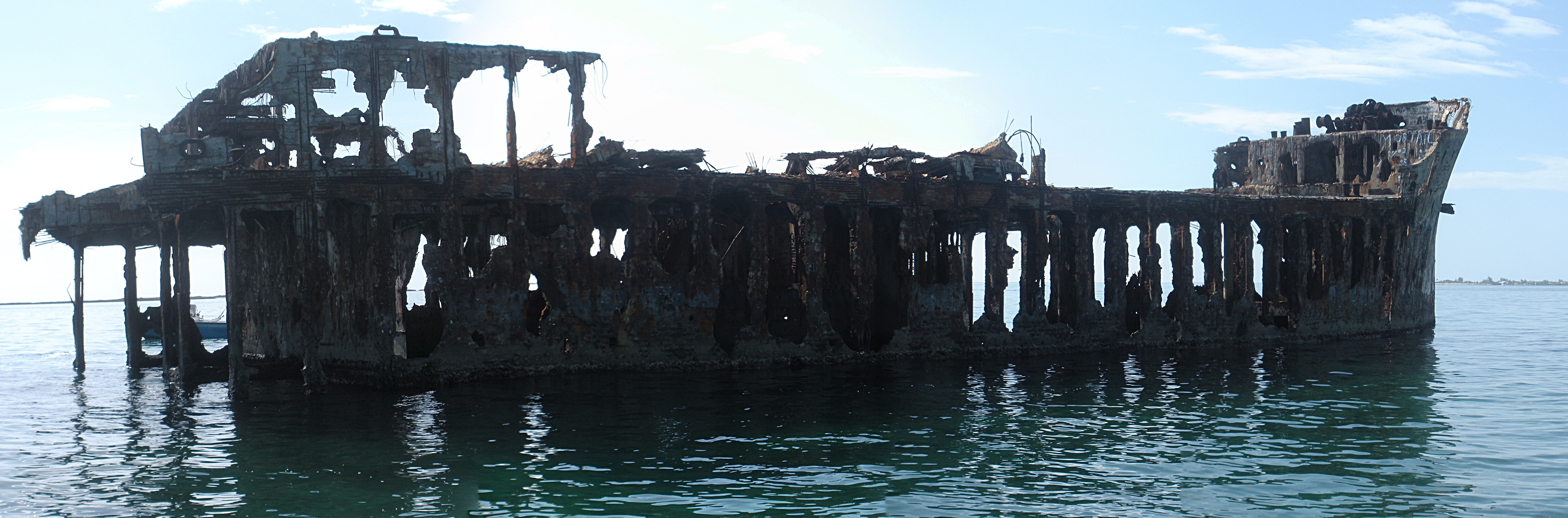
El lado de estribor, tal como se veía en junio de 2010

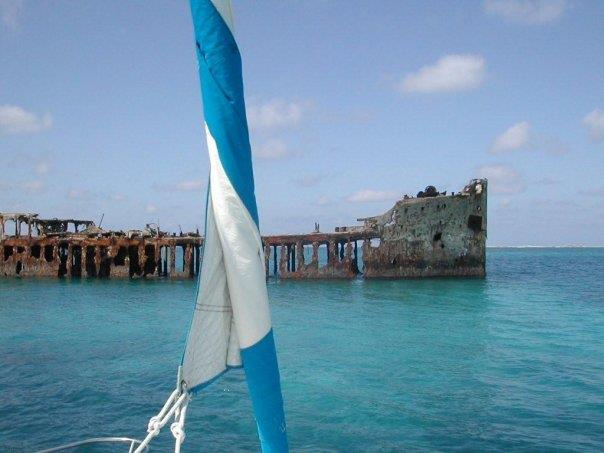
El Sapona desde Bimini, año 2010

El Sapona fue construido por la Liberty Ship Building Company de Wilmington, Carolina del Norte, fundada por Max Shoolman de Boston, MA, como parte de una flota de barcos de hormigón ordenados por Woodrow Wilson durante la Primera Guerra Mundial, porque el acero escaseaba. Como muchos otros de la flota, el barco se completó después del final de la guerra, y el Sapona fue vendido como chatarra a Carl Fisher, uno de los desarrolladores de Miami Beach. Inicialmente se utilizó como casino y más tarde para almacenar petróleo. El libro Miami Millions de 1936 afirma que el Sr. Fisher lo sacó al mar y lo hundió, pero de hecho fue comprado en 1924 por Bruce Bethel.
Bethel trasladó el barco a Bimini, donde lo utilizó como almacén de alcohol durante la época de la Ley Seca. Bethel también tenía la intención de utilizar el barco como discoteca flotante, aunque este plan nunca se concretó. En 1926, el barco encalló en un huracán y se partió en dos.
Durante la Segunda Guerra Mundial, el cuerpo aéreo del ejército y la marina de Estados Unidos utilizaron el naufragio para prácticas de tiro. El vuelo 19 desapareció cuando regresaba de un bombardeo al Sapona y los bancos de arena cercanos de Hens and Chickens.
Los restos del naufragio se encuentran a unos 4,6 metros de profundidad, con la popa rota y parcialmente sumergida por los huracanes que azotaron el lugar en 2004. En el casco queda poco hormigón debido a los efectos de los bombardeos y la erosión.
El pecio en sí y sus alrededores son un sitio popular para buceadores y practicantes de snorkel.